# Селегас
Селегас, Селеґас (італ. Selegas, сард. Sèlegas) — муніципалітет в Італії, у регіоні Сардинія,  провінція Кальярі.
Селегас розташований на відстані близько 390 км на південний захід від Рима, 39 км на північ від Кальярі.
Населення — 1394 особи (2014).

## Демографія
Населення за роками:

Станом на 1 січня 2023 року в муніципалітеті офіційно проживало 16 іноземців з 8 країн, серед них 8 громадян країн Євросоюзу.

## Сусідні муніципалітети
- Джезіко
- Гуамаджоре
- Ортачезус
- Сенорбі
- Суеллі